# Мігдал Аркадій Бейнусович
Арка́дій Бенеди́ктович (Бе́йнусович) Мігда́л (26 лютого (11 березня) 1911, Ліда, Віленська губернія, Російська імперія — 9 лютого 1991, Принстон, США) — радянський фізик-теоретик, академік АН СРСР з 1966 (член-кореспондент з 1953).

## Біографія
Закінчив Ленінградський університет (1936). Потім навчається в аспірантурі ЛФТІ. Науковим керівником роботи був М. П. Бронштейн. У 1943–1991 працює в академічних НДІ. Одночасно з 1944 року професор МГУ.
Розвинув теорію дипольного і квадрупольного випромінювань ядер, теорію іонізації атомів при ядерних реакціях. Розробив теорію широких злив. Розглянув вплив багатократного розсіяння на гальмівного випромінювання і розвинув метод розв'язку квантової задачі багатьох тіл. Розвивав кількісну теорію ядра на основі квантової теорії поля, застосував теорію надпровідності до питань будови ядер, обчислив момент інерції для різних ядер. Досліджував поляризацію вакууму в сильних магнітних полях.
Активно займався науково-педагогічною та виховною діяльністю. Серед його учнів — академіки і члени-кореспонденти, доктори і кандидати наук.
Нагороджений орденом Леніна, орденом Жовтневої Революції, тричі орденом Трудового Червоного Прапора і медалями.
Як хобі захоплювався скульптурою, різьбленням по дереву та каменю. Займався спортом, зокрема альпінізмом, гірськими і водними лижами, підводним плаванням.
Був популяризатором науки.
У 1955 році підписав «Лист трьохсот».
Похований на Новодівочому цвинтарі у Москві.
Син Олександр Мігдал — фізик-теоретик, спеціаліст з теорії струн, працював у Принстонському університеті.

## Деякі твори
- Мигдал А. Б. Качественные методы в квантовой теории. — М.: «Наука». Главная редакция физико-математической литературы, 1975. 336 стр.
- Мигдал А. Б. Квантовая физика для больших и маленьких [Архівовано 29 грудня 2010 у Wayback Machine.]. — М.: «Наука», 1989. 144 с., ISBN 5-02-013880-0.
- Мигдал А. «Поиски истины». — М.: Молодая гвардия, 1983. — 239 с, ил. — (Эврика)
- Академик А. Мигдал Отличима ли истина от лжи? [Архівовано 10 травня 2012 у Wayback Machine.] // Наука и жизнь, № 1, 1982
- А. Б. Мигдал. Нильс Бор и квантовая физика // УФН. — 1985. — Т. 147, № 10.

## Цікаві факти
- Багато років займався підводним плаванням з аквалангом, мав посвідчення аквалангіста під номером 0001.[2]